# Walki o Wyspy Admiralicji
Walki o Wyspy Admiralicji (Operacja Brewer w ramach operacji Cartwheel) – ciąg starć zbrojnych toczonych podczas walk na Nowej Gwinei w trakcie II wojny światowej, w wyniku których 1 Dywizja Kawalerii US Army zdobyła okupowany przez Japończyków archipelag Admiralicji.
Polegając na informacjach rozpoznania lotniczego donoszącego, że na wyspach nie da się zauważyć żadnych śladów działalności nieprzyjaciela, z czego wynikałoby, że wyspy zostały przez Japończyków opuszczone, generał Douglas MacArthur polecił natychmiast przeprowadzić lądowanie zwiadowcze. Działania zostały podjęte 29 lutego 1944, kiedy pierwszy oddział amerykański wylądował na wyspie Los Negros, trzeciej co do wielkości w archipelagu. Wykorzystując niewielką, oddaloną plażę, gdzie Japończycy nie mogli spodziewać się desantu, zespół uderzeniowy osiągnął taktyczny sukces przez zaskoczenie, ale jednocześnie przekonał się, że wyspa nie została przez Japończyków opuszczona. Pierwsze potyczki przekształciły się w ciąg zaciętych bitew. Dzięki przewadze w powietrzu i na morzu walki o Wyspy Admiralicji ostatecznie wygrali Amerykanie, ale boje (wraz z akcją oczyszczającą) toczyły się aż do 18 maja i przyniosły im znaczne straty.
Alianckie zwycięstwo doprowadziło do całkowitego odcięcia od sił głównych japońskiej bazy w Rabaulu, która była głównym celem działań ofensywnych w 1942 i 1943 roku. Po zdobyciu Wysp Admiralicji stworzono tam wielką bazę lotniczą i morską, która okazała się niezwykle przydatną dla prowadzenia dalszych działań na Pacyfiku w wojnie przeciw Japonii, a w pierwszej mierze lądowania na Filipinach.

## Podłoże

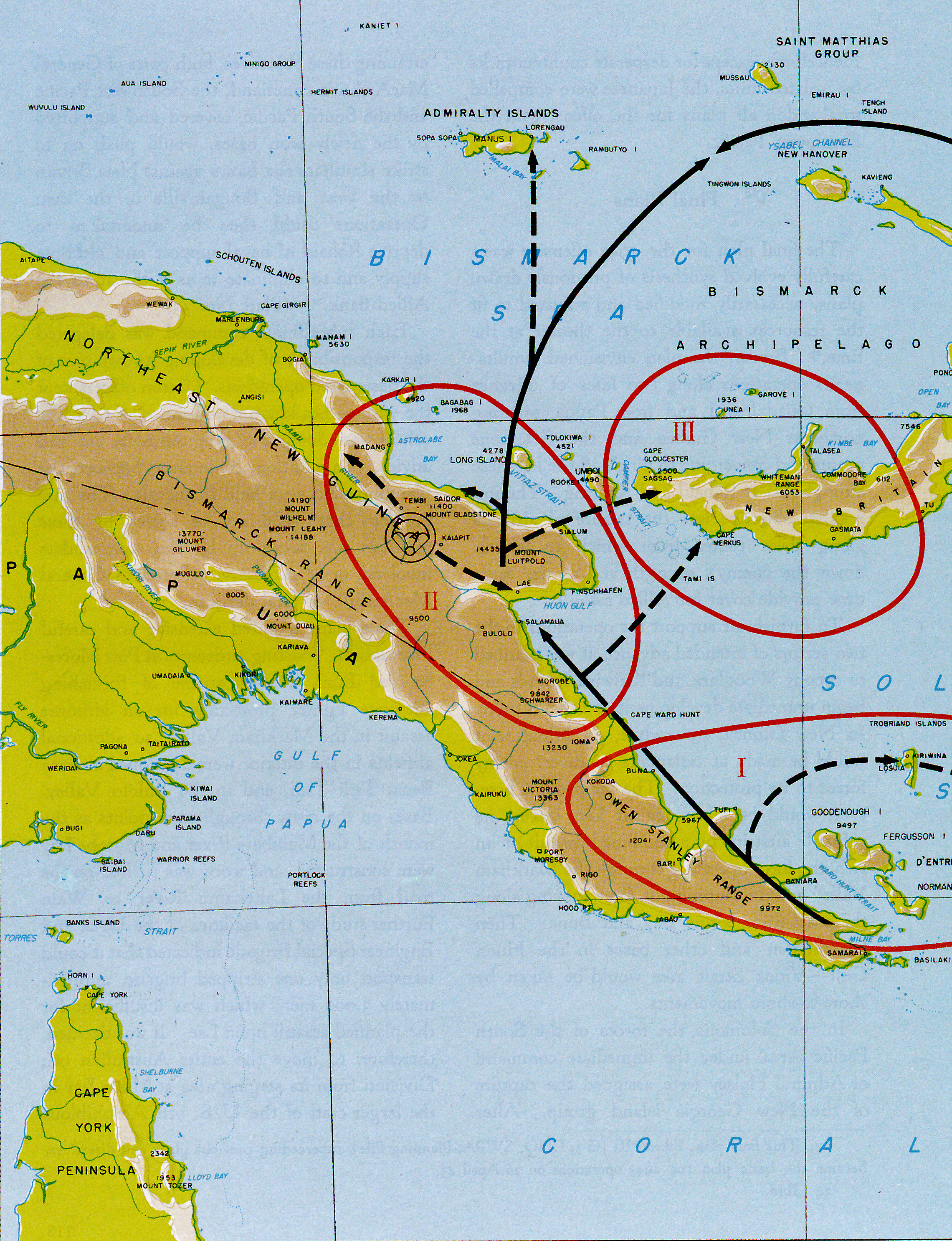
Mapa z 1943. Wyspy Admiralicji znajdują się u góry pośrodku.

### Geografia
Wyspy Admiralicji leżą około 360 km na północny wschód od Nowej Gwinei i około 500 km na zachód od Rabaulu, dwa stopnie szerokości geograficznej na południe od równika. Klimat wysp jest tropikalny, temperatura i wilgotność wysokie, a średni roczny opad wynosi 3900 mm. Częstym zjawiskiem są burze. Okres od grudnia do maja to sezon monsunu północno-zachodniego z przewagą wiatrów z tego kierunku.
Największą wyspą archipelagu jest Manus, która mierzy 80 km ze wschodu na zachód i 26 km z południa na północ. Wnętrze wyspy jest górzyste, z wierzchołkami sięgającymi 910 m n.p.m. i w przeważającej części pokryte gęstwą lasu tropikalnego. W większości nieskartowaną linię brzegową grodzą liczne rafy, a plaże porastają namorzyny. Los Negros oddziela od Manus wąska cieśnina Loniu. Wyspa ta posiada dwie głębokowodne zatoki, Papitalai na zachodnim wybrzeżu i Hyane na wschodnim. Oddziela je od siebie 46-metrowej szerokości piaszczysty przesmyk. W jego poprzek krajowcy zbudowali w okresie międzywojennym rodzaj pochylni, którą mogli przeciągać swoje łodzie pomiędzy zatokami. Los Negros ma kształt podkowy, obejmując jednym z ramion Zatokę Seeadlera. Główne wejście do Zatoki Seeadlera jest szerokie na 2800 m, sama zatoka ma wymiary 36 na 10 km i jest głęboka nawet na 40 m.

### Plany Aliantów

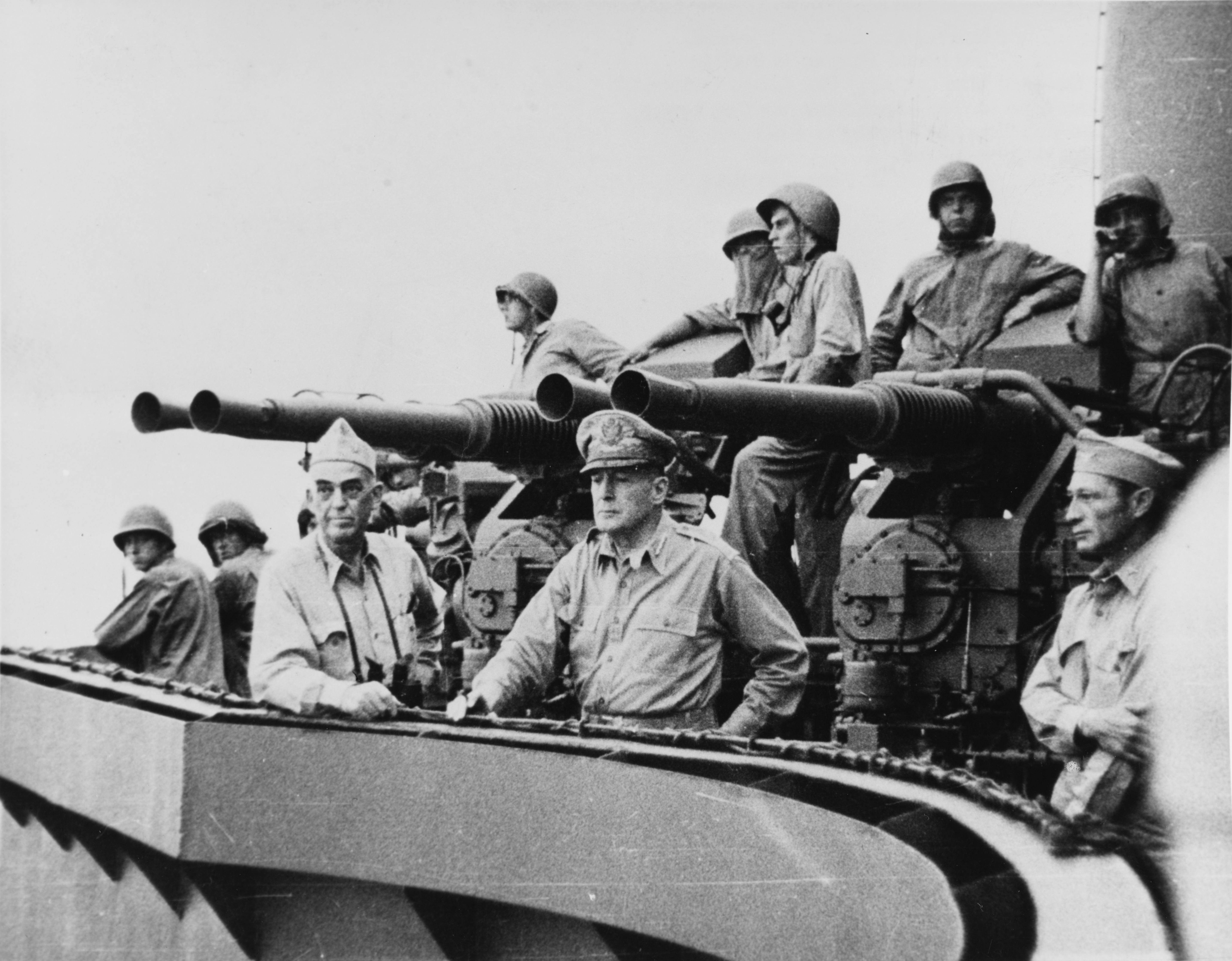
Wiceadmirał Thomas C. Kinkaid (CL) i generał Douglas MacArthur (C) na pomoście USS „Phoenix”.

W lipcu 1942 roku Kolegium Połączonych Szefów Sztabów zaaprobowało serię operacji przeciwko japońskiemu bastionowi w Rabaulu, który stał na przeszkodzie ruchom sprzymierzonych wzdłuż północnych wybrzeży Nowej Gwinei w kierunku Filipin i głównej bazie morskiej Japończyków na wyspie Truk. Trzymając się głównych założeń strategicznych Aliantów zakładających, że zwycięstwo w Europie ma pierwszeństwo, odstąpiono od planu szybkiego pokonania Japonii na rzecz zmniejszenia zagrożenia ze strony japońskiego lotnictwa i marynarki wojennej bazujących w Rabaulu dla linii komunikacyjnych pomiędzy Stanami Zjednoczonymi a Australią. W marcu 1942 roku teatr działań na Pacyfiku został podzielony na dwie strefy: południowo-zachodnią pod dowództwem generała MacArthura i oceaniczną pod dowództwem admirała Chestera Nimitza. Rabaul znalazł się w strefie podlegającej MacArthurowi, ale pierwsze operacje w rejonie Wysp Salomona przeprowadził Nimitz. Odpowiedź Japończyków była gwałtowniejsza niż się spodziewano i minęło wiele miesięcy nim walki o Guadalcanal zostały zakończone zwycięstwem. W tym czasie siły podległe MacArthurowi toczyły boje na Nowej Gwinei.
Podczas konferencji w marcu 1943 roku szefowie sztabów przyjęli w kwestii bazy japońskiej w Rabaulu przedstawiony przez MacArthura tzw. plan Elktona, ale wobec braków środków bojowych, zwłaszcza ciężkich bombowców, zajęcie samego Rabaulu przesunęli na rok 1944. W lipcu 1943 roku szefowie sztabów rozważać zaczęli możliwość neutralizacji i pominięcia Rabaulu, ale US Navy potrzebowała wysuniętej bazy dla swej floty. Wyspy Admiralicji, które plan Elktona obejmował, mogły stanowić rozwiązanie, jako że były tam tereny nadające się na budowę lotnisk i baz zaopatrzeniowych dla wojska oraz Zatoka Seeadlera, wystarczająco obszerna, by pomieścić flotę uderzeniową. 6 sierpnia 1943 roku Kolegium Połączonych Szefów Sztabów przyjęło plan, zgodnie z którym Rabaul miał być zneutralizowany, a 1 czerwca 1944 miał nastąpić desant na Wyspach Admiralicji.
W ciągu stycznia 1944 roku samoloty amerykańskie z Wysp Salomona i Royal Australian Air Force (RAAF) bazujące na Kiriwinie prowadziły ciągłe bombardowania Rabaulu. W ich rezultacie japońska obrona powietrzna bazy tak osłabła, że możliwe stało się lądowanie i założenie alianckiego lotniska na Green Islands, które leżą mniej niż 200 km od Rabaulu. W dniach 16 i 17 lutego 58 Zespół Uderzeniowy (ang. Task Force 58) Floty Pacyfiku przeprowadził, w ramach operacji Hailstone, atak na Truk. Większość japońskich samolotów, operujących na obszarze południowo-zachodniego Pacyfiku, została wezwana do obrony tej oceanicznej bazy i w rezultacie 19 lutego był ostatnim dniem poważniejszego oporu w powietrzu nad Rabaulem. Nieco wcześniej, 13 lutego, generał MacArthur wydał rozkaz inwazji na Wyspy Admiralicji, co miało nastąpić 1 kwietnia. Siły przeznaczone do desantu składały się z 1 Dywizji Kawalerii, 73 Skrzydła RAAF (bliskie wsparcie lotnicze), 592 Regimentu Desantowego, 1 Batalionu Amfibijnego Marines oraz batalionów roboczych US Navy (Seabees), które miały przystąpić do budowy baz lotniczej i morskiej; łącznie 45 110 ludzi. Plan ten musiał ulec zmianie, bowiem 23 lutego 1944 roku trzy bombowce North American B-25 Mitchell dokonały lotu zwiadowczego nad Los Negros. Piloci zameldowali po powrocie, że nie dostrzegli śladów obecności Japończyków i że wyspa została przez nich prawdopodobnie opuszczona. Generał George Kenney, dowódca alianckich sił powietrznych na obszarze południowo-zachodniego Pacyfiku, udał się do MacArthura i zaproponował, by opuszczone przez nieprzyjaciela wyspy zająć szybko niewielkimi siłami. Reakcja MacArthura, według Kenneya, była następująca: „Generał słuchał tego co mówiłem chodząc po pokoju i od czasu do czasu kiwając głową, po czym nagle zatrzymał się i powiedział: To zakorkuje butelkę”.
Zgodnie z rozkazem wydanym 24 lutego zespół uderzeniowy, czyli wzmocniony szwadron (odpowiednik batalionu w formacjach piechoty) 1 Dywizji Kawalerii miał za pięć dni przeprowadzić rozpoznanie bojem. Gdyby okazało się, że wyspy naprawdę zostały przez Japończyków opuszczone, należało je zająć i przystąpić do budowy bazy. Gdyby jednak nieprzyjaciel stawił silny opór, oddział winien się wycofać. Generał MacArthur i wiceadmirał Thomas Kinkaid, dowódca alianckich sił morskich na obszarze południowo-zachodniego Pacyfiku, oddali siły uderzeniowe w ręce kontradmirała Williama Fechtelera, dowódcy 8 Grupy Amfibijnej. Do jego dyspozycji oddano lekki krążownik USS „Phoenix”. By móc wykorzystać moment zaskoczenia i dotrzeć do Wysp Admiralicji w pięć dni, potrzebne były jednostki typu High Speed Transport (APD); LST były zbyt wolne, by osiągnąć cel w wymaganym czasie. Jednakże dostępne były tylko trzy transportowce APD: USS „Brooks”, USS „Humphreys” i USS „Sands”. Każdy z nich mógł pomieścić 170 ludzi. Pozostali zostali przewiezieni na pokładach dziewięciu niszczycieli. W sumie APD i niszczyciele przewiozły 1026 żołnierzy.
Grupą szturmową dowodził gen. William C. Chase. W jej skład wchodziły trzy plutony strzeleckie i pluton karabinów maszynowych z 2 Szwadronu 5 Regimentu Kawalerii, bateria z 99 Batalionu Artylerii Polowej (2 haubice 75 mm) i 673 Bateria Przeciwlotnicza; uzupełnienie stanowiło 29 Australijczyków z Australijskiej Administracji Nowej Gwinei (Australian New Guinea Administrative Unit – ANGAU), którzy mieli pomagać w zbieraniu informacji wywiadowczych i nawiązywać kontakty z tubylczą ludnością, liczącą około 13 tysięcy osób. Po ewentualnym podjęciu decyzji o pozostaniu na wyspie, z Finschhafen miał wyjść konwój sześciu LST (każdy z nich z barką desantową LCM na holu) i dostarczyć na Wyspy Admiralicji resztę 5 Regimentu, 99 Batalion Artylerii Polowej, 40 Batalion Seabees oraz 2500 ton zaopatrzenia.
Wywiad wojskowy (G-2) nie wierzył w zapewnienia lotników, że wyspy zostały ewakuowane. Opierał się na odszyfrowanej korespondencji japońskiej i raporcie Allied Intelligence Bureau, które informowało, że 15 lutego na Wyspach Admiralicji było trzy tysiące Japończyków, a 24 lutego skorygowało posiadane dane i podniosło liczbę żołnierzy nieprzyjaciela do czterech tysięcy. G-2 przypisywał brak ognia przeciwlotniczego trudnej sytuacji logistycznej Japończyków uważając, że chodziło o oszczędzanie amunicji. Generał Walter Krueger, dowódca 6 Armii, wspominał później, iż w jego sztabie nikt nie wierzył, że wyspy zostały opuszczone. Zgodnie z oryginalnym planem desant miało poprzedzić rozpoznanie przeprowadzone przez Alamo Scouts. 6-osobowy zespół Alamo Scouts został przerzucony na południowy brzeg Los Negros za pomocą wodnopłatowca PBY Catalina podczas bombardowania wyspy w dniu 27 lutego. Zwiadowcy informowali po powrocie, że południe wyspy było „wręcz zapchane Japońcami”.

### Siły japońskie
Obrona Wysp Admiralicji znajdowała się w gestii 8 Armii japońskiej z kwaterą główną w Rabaulu. Jej dowódcą był generał Hitoshi Imamura. We wrześniu 1943 roku, po bezskutecznych próbach powstrzymania ofensywy Aliantów na Nowej Gwinei i Wyspach Salomona, Cesarska Kwatera Główna (CKG) postanowiła skrócić swoją linię obrony na południowym i środkowym Pacyfiku tak, by biegła od Morza Banda po Karoliny. CKG kazała Imamurze trzymać jego odcinek owej linii (w tym także Wyspy Admiralicji) tak długo jak się tylko da, by umożliwić marynarce wojennej i armii przygotowanie „decydującego przeciwuderzenia” na siły alianckie. Utrzymanie kontroli nad archipelagiem miało kluczowe znaczenie dla japońskiego planu obrony, bowiem w razie zajęcia go przez Aliantów, potężna baza oceaniczna na wyspie Truk znalazłaby się w zasięgu ich ciężkich bombowców. Najwyraźniej nie spodziewając się uderzenia alianckiego tak wcześnie, CKG dała Imamurze czas na przygotowanie obrony do połowy 1944 roku. W tym czasie największym oddziałem na Wyspach Admiralicji był 51 Regiment Transportowy, który przybył na Los Negros w kwietniu.
Imamura zabiegał o posiłki dla Wysp Admiralicji pod koniec 1943 i na początku 1944 roku. W październiku 1943 wystąpił o przysłanie na wyspy dywizji piechoty, ale żadna nie była dostępna. Kolejna prośba o przerzucenie na Wyspy Admiralicji 66 Regimentu, który „lizał rany” na Palau, również została odrzucona, bowiem CKG uznała, że oddział ten będzie bardziej potrzebny 18 Armii. Japońska Cesarska Marynarka Wojenna (JCMW) odmówiła również Imamurze wysłania na archipelag Specjalnego Oddziału Desantowego. Po serii kolejnych sukcesów alianckich CKG w styczniu 1944 zmieniła jednak plany i zgodziła się wysłać 66 Regiment, ale operacja została odwołana, gdy statek wiozący uzupełnienia dla regimentu został (z dużymi stratami w ludziach) zatopiony przez amerykański okręt podwodny USS „Whale”. Po tej katastrofie Imamura polecił dowództwu 38 Dywizji skierować na wyspy jeden batalion i w rezultacie w nocy z 24 na 25 stycznia przybyło tam 750 ludzi z 2 Batalionu 1 Niezależnego Mieszanego Regimentu. Kolejne próby przerzucania piechoty i artylerii spełzały na niczym z powodu podwodnych i powietrznych ataków alianckich, ale 530 żołnierzy 1 Batalionu 229 Regimentu Piechoty ze składu 38 Dywizji zdołało się przedostać w nocy na 2 lutego. Większość tych przemieszczeń wojsk japońskich została odnotowana przez aliancki wywiad.
W chwili gdy nastąpił aliancki desant, Cesarska Armia Japońska posiadała w archipelagu Admiralicji siły, na które składały się: 51 Regiment Transportowy pod dowództwem pułkownika Yoshio Ezakiego, który był jednocześnie komendantem miejscowego garnizonu, 2 Batalion 1 Niezależnego Mieszanego Regimentu, 1 Batalion 229 Regimentu i elementy 14 Sił Bazowych JCMW. Były to oddziały bardzo nierówne. 1 Batalion 229 Regimentu składał się co prawda z weteranów kilku kampanii, ale cierpiał na brak dział i amunicji. 2 Batalion 1 Niezależnego Mieszanego Regimentu dowodzony był przez oficerów rezerwy, którzy służyli wprawdzie kiedyś w Chinach, ale większość ich podwładnych nigdy wcześniej nie uczestniczyła w akcji bojowej. G-2 wiedział o obecności wszystkich tych oddziałów na Wyspach Admiralicji.
51 Regiment Transportowy wybudował lotnisko Lorengau na wyspie Manus i rozpoczął budowę następnego, zwanego lotniskiem Momote na terenie Plantacji Momote na wyspie Los Negros. Lotnisko Lorengau było używane jako punkt postojowy dla samolotów krążących między Rabaulem a lotniskami południowo-wschodniej Nowej Gwinei. Znaczenie Wysp Admiralicji dla Japończyków znacznie wzrosło w wyniku alianckich postępów na Nowej Gwinei i Nowej Brytanii, w wyniku których zablokowane zostały inne korytarze powietrzne. Posiłki były wysyłane z Palau od grudnia 1942 roku, ale ze względu na ataki amerykańskich okrętów podwodnych musiały zostać odwołane. Dwa bataliony piechoty wysłano z Rabaulu w styczniu 1943. Mimo ataków alianckiego lotnictwa dotarły bezpiecznie do celu. W lutym oba lotniska nie były używane, a działa przeciwlotnicze milczały ze względu na konieczność oszczędzania amunicji i kamuflaż ich stanowisk. Ezaki nakazał swoim żołnierzom pozostawać w ciągu dnia w ukryciu.

## Bój o Los Negros

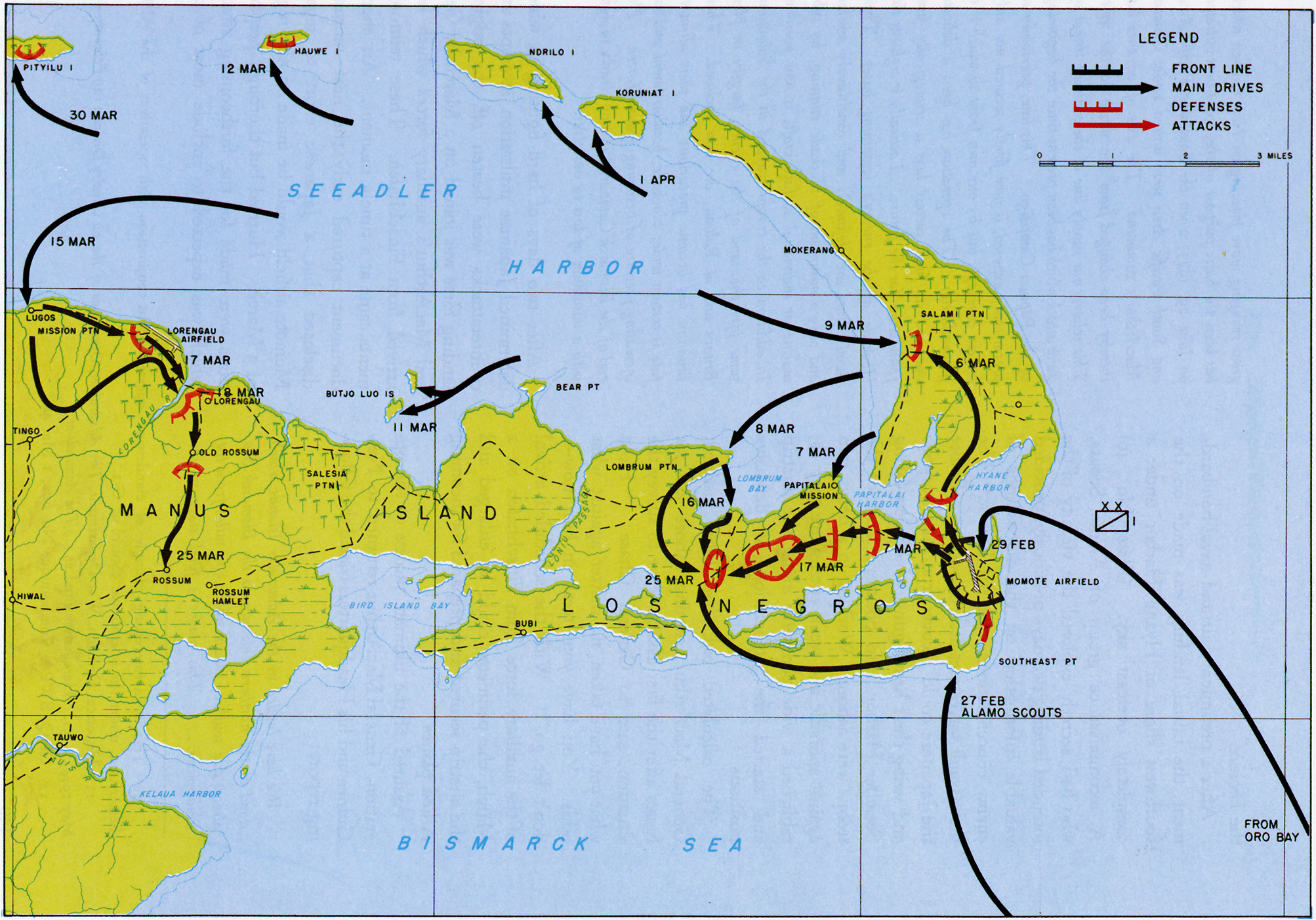
Działania w dniach 29 lutego – 30 marca.

### Lądowanie
Wybranym przez Amerykanów miejscem lądowania była mała plaża na południowym brzegu Zatoki Hyane, w pobliżu Lotniska Momote. Okoliczny teren składał się z bagnisk porośniętych namorzynami, a wejście do zatoki miało zaledwie 460 m szerokości, ale ryzyko się opłaciło. Japończycy nie przewidywali desantu w tym miejscu i większość ich sił skupiona była na obrzeżach Zatoki Seeadlera, na przeciwległym krańcu wyspy. Prognoza pogody na 29 lutego 1944 przewidywała niski pułap chmur, a tym samym poważne utrudnienie ataków lotniczych. Tylko trzy B-24 i dziewięć B-25 odnalazło cele. W tej sytuacji przedłużono o 15 minut ostrzał z dział okrętowych. Każdy APD zwodował cztery barki desantowe, w których znalazło miejsce po około 150 ludzi.

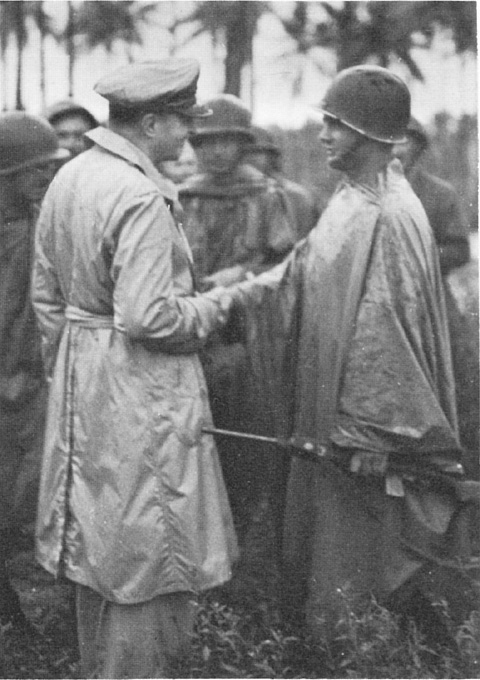
MacArthur na brzegu. Generał udekorował Krzyżem za Wybitną Służbę pierwszego żołnierza, który wylądował na Los Negros, ppor. Marvina Henshawa.

Pierwsza fala desantu (Kompania G 2 Szwadronu 5 Reginentu) osiągnęła brzeg bez strat o godzinie 8.17, ale bombardowanie i ostrzał obudziły czujność Japończyków; ich baterie rozpoczęły ogień. Powracające ku okrętom barki desantowe dostały się pod krzyżowy ogień nieprzyjacielskich karabinów maszynowych rozmieszczonych po obu stronach zatoki. Ogień ten był tak intensywny, że druga fala desantu musiała odczekać do chwili stłumienia go przez działa niszczycieli. Trzecia i czwarta fala również lądowały pod niezbyt celnym ogniem.
Cztery z dwunastu barek uległy uszkodzeniom. Trzy udało się naprawić na miejscu, ale nie chciano ich narażać na zniszczenie wobec konieczności ewentualnej ewakuacji oddziałów zwiadowczych. Plan ratunkowy zakładał wejście APD do zatoki i ewakuację żołnierzy z pirsu, ale uznano to za ostateczność. Przez następne cztery godziny barki kursowały między okrętami a plażą, ale tylko wtedy, gdy niszczyciele przytłumiały nieprzyjacielski ogień. Pomocne okazały się gwałtowne opady deszczu, które utrudniały widoczność. Ostatni niszczyciel został rozładowany o godzinie 12.50. Do tego czasu straty US Navy wynosiły 2 zabitych i 3 rannych.
Przez krótki czas bezpieczniej było na brzegu. Kawalerzyści opanowali lotnisko. Niewielki opór nieprzyjaciela pozwolił im na rozstawienie na plaży działek przeciwlotniczych, wyładunek zaopatrzenia i rozpoczęcie patrolowania terenu. Straty były takie same jak w Marynarce: 2 zabitych, 3 rannych. O godzinie 16.00 na plaży pojawili się generał MacArthur i admirał Kinkaid. Generał odznaczył kilku żołnierzy i polecił Chase’owi utrzymać zajęty teren do czasu nadejścia większych sił, po czym powrócił na USS „Phoenix”. Flotylla Fechtelera odpłynęła o 17.29 – wyładunek został zakończony, a okręty wystrzelały większość posiadanej amunicji. Na miejscu zostały tylko niszczyciele „Bush” i „Stockton”, które na wezwanie miały wspierać ogniem oddziały na lądzie.

### Na przyczółku

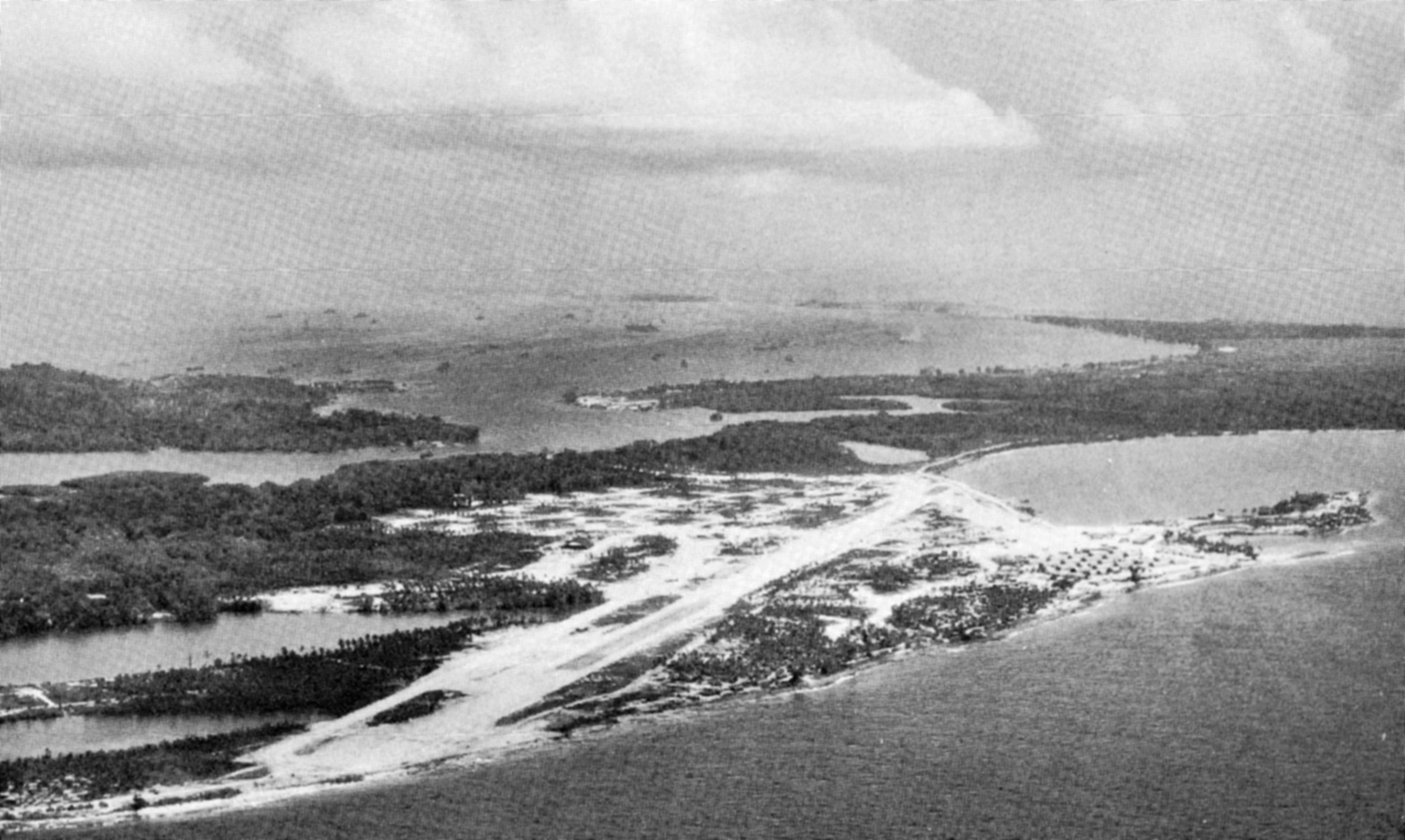
Lotnisko Momote na wyspie Los Negros. Zdjęcie lotnicze wykonane przed amerykańskim atakiem.

Po odejściu floty Chase wycofał swe wojska na bardziej zwarty przyczółek. Wobec braku drutów kolczastych obsadzony musiał być każdy metr terenu. Podłoże stanowił twardy koral, znakomicie nadający się do budowy pasów startowych, ale utrudniający kopanie okopów. Na pierwszej linii rozstawiono 12 ciężkich karabinów maszynowych 12,7 mm. W ciągu nocy trwały walki z niewielkimi grupkami Japończyków próbujących przedrzeć się na tyły obrońców. Chwilowa poprawa pogody pozwoliła trzem B-25 i czterem B-17 dokonać zrzutu zaopatrzenia: plazmy krwi, amunicji, granatów ręcznych i zwojów drutu kolczastego. Część amunicji wylądowała na ziemi niczyjej, ale z jakichś powodów żołnierze, którzy wyruszyli by zrzut odebrać, nie zostali ostrzelani.
Nie spodziewano się kolejnego ataku nieprzyjaciela przed zmierzchem, gdy nagle, około godziny 16, grupa Japończyków przedarła się przez linie obrony i dotarła na odległość 30 metrów od kwatery gen. Chase’a. Po pojedynczym strzale w kierunku stanowiska dowodzenia żołnierze stanowiący ochronę sztabu otworzyli ogień w stronę japońskiego patrolu, a major Julio Chiaramonte, oficer wywiadu, udał się na czele kilku ludzi w celu unieszkodliwienia przeciwnika. W chwili gdy żołnierze zbliżyli się do grupki nieprzyjaciół nastąpiła seria wybuchów. Trzej Japończycy popełnili samobójstwo rozrywając się granatami, a jeden dokonał seppuku przy pomocy miecza. W sumie naliczono piętnastu poległych oficerów i podoficerów; był wśród nich kapitan Baba, dowódca japońskiego batalionu, który dokonał ataku poprzedniej nocy. Japończycy próbowali zaatakować raz jeszcze o godzinie 17, ale zostali z łatwością odparci.

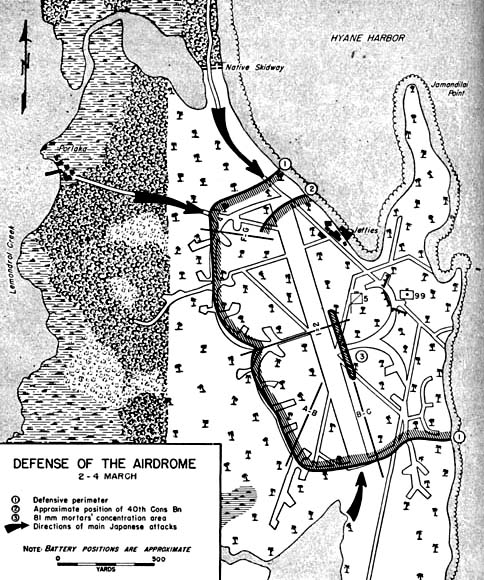
Sytuacja na Los Negros w nocy z 1 na 2 marca 1944 roku.

Następnego dnia rano przybyły spodziewane posiłki: sześć LST (każdy holując LCM), w eskorcie niszczycieli USS „Mullany”, „Ammen” i HMAS „Warramunga” oraz poławiaczy min USS „Hamilton” i „Long”, weszło do Zatoki Hyane pod ogniem z moździerzy. LST-202, należący do United States Coast Guard, odpowiedział ogniem swego działa 76 mm i przeciwlotniczych działek Boforsa 40 mm. Rozładunek LST trwał siedem godzin. By móc rozlokować magazyny amunicji na większej przestrzeni generał Chase zdecydował się na atak celem powiększenia przyczółka. Zażądano wsparcia z powietrza. Nadlatujące bombowce B-25 zostały zaatakowane przez około piętnaście japońskich myśliwców, ale poradziło sobie z nimi osiem eskortujących P-47, których piloci meldowali później o strąceniu ośmiu japońskich maszyn. Dwa B-17 dokonujące zrzutów zaopatrzenia również zostały zaatakowane i ich załogi informowały o zestrzeleniu jednego samolotu przeciwnika. Tymczasem dwa z czterech dywizjonów B-25 zrzuciły bomby na obszar zajęty przez Amerykanów. Zanim oficer łącznikowy US Air Forces zdołał skorygować pomyłkę, zginęło dwóch, a rannych zostało czterech żołnierzy. 5 Regiment Kawalerii ruszył do ataku o godzinie 15.00. Wszystkie zamierzone cele zostały osiągnięte i przyczółek został znacznie powiększony. 40 Batalion Roboczy wylądował z zamiarem przystąpienia do prac na pasie startowym lotniska Momote, tymczasem przypadła mu inna rola: seabees kazano oczyścić przedpole i zbudować fortyfikacje, a na dodatek dostali swój odcinek obronny. Koparki zbudowały sześć okopów, każdy dla dziesięciu ludzi oraz 250-metrową transzeję jako drugą linię obrony. Na obrzeżach pasa startowego powstały głęboko okopane gniazda karabinów maszynowych.
Poławiacze min miały oczyścić wejście do Zatoki Seeadlera pomiędzy wysepkami Hauwei i Ndrilo, ale dostały się pod ogień dział z Hauwei. Komandor Emile Dechaineux, odpowiedzialny za wspieranie wojsk na lądzie, polecił dowódcom niszczycieli „Ammen”, „Bush”, „Mullany” i „Warramunga” zbombardować wysepkę. Japońskie działa zamilkły, ale przemówiły ponownie, gdy trałowce spróbowały raz jeszcze oczyszczać kanał. W tej sytuacji Dechaineux odwołał akcję. Teraz niszczyciele i poławiacze min ostrzelały działa japońskie trzymające pod ogniem wejście do Zatoki Hyane, by umożliwić okrętom desantowym bezpieczne wyjście w morze. Jeden z LST opuścił zatokę nie do końca rozładowany; załogi tych jednostek nie miały zamiaru zostać przy brzegu podczas spodziewanego w nocy japońskiego ataku. Dechaineux eskortował je przez jakiś czas, dopóki nie dowiedział się od admirała Barbeya, że „Ammen”, „Mullany”, „Warramunga” i „Welles” mają zostać przy Los Negros. „Ammen” i „Mullany” zbombardowały Hauwei ponownie następnego dnia rano i rozbiły kilka składów amunicji, ale wciąż znajdowały się pod celnym ogniem czterech lub pięciu dział, w związku z czym Dechaineux był zmuszony poinformować Barbeya, że nie jest w stanie poradzić sobie z japońską artylerią na wysepce.

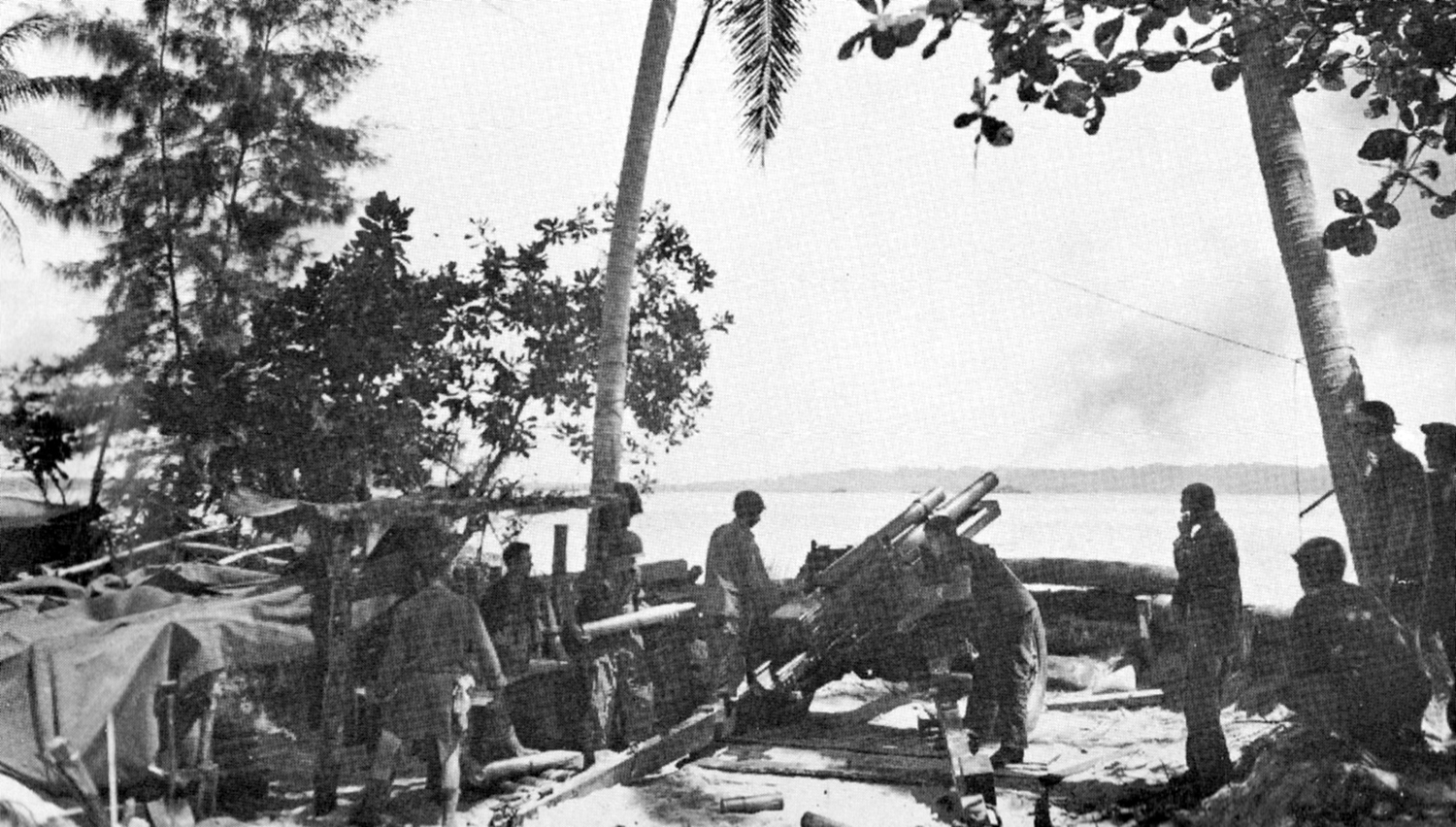
Ostrzeliwanie wyspy Manus z Los Negros. Amerykanie podczas każdej kampanii rozmieszczali w bliskiej odległości od celu baterie dział i haubic, zyskując w ten sposób ogromną przewagę ogniową nad przeciwnikiem.

Generał Krueger był poważnie zaniepokojony rozwojem sytuacji na Los Negros. W odpowiedzi na usilne żądania generała Chase’a przygotował z admirałem Barbeyem przerzucenie reszty 1 Dywizji Kawalerii. Na rozkaz Kruegera 2 szwadron 7 Regimentu miał wyruszyć natychmiast na trzech APD. Inne oddziały miały przybyć na Los Negros 6 i 9 marca, a nie – jak planowano – 9 i 16 marca. Krueger zdawał sobie sprawę, że Zatoka Hyane jest zbyt mała, by pomieścić całą dywizję, ale na zachodnim wybrzeżu Los Negros, w okolicach Plantacji Salami nad Zatoką Seeadlera, znajdowały się dogodne do lądowania plaże. By móc je wykorzystać i prowadzić operację przeciw wyspie Manus, niezbędne stało się otwarcie wejścia do zatoki.
Również z japońskiego punktu widzenia walka nie przebiegała tak, jak powinna. Japończycy spodziewali się desantu Aliantów w Zatoce Seeadlera, która wydawała się głównym celem Amerykanów, w związku z czym skoncentrowali swe siły wokół lotniska Lorengau na wyspie Manus. Obrona lotniska Momote i Zatoki Hyane była zadaniem Zgrupowania Baba, utworzonego na bazie 1 Batalionu 229 Regimentu Piechoty. Pułkownik Ezaki kazał kapitanowi Babie atakować przyczółek, ale podejrzewając, że lądowanie w Zatoce Hyane było jedynie działaniem dywersyjnym i jednocześnie otrzymawszy fałszywą wiadomość o działaniach nieprzyjaciela w okolicach Salami, zatrzymał tam właśnie 2 Batalion 1 Niezależnego Regimentu Piechoty, zamiast posłać ten oddział jako wsparcie Zgrupowania Baba. 2 marca Ezaki zdecydował się wreszcie zaatakować przyczółek wszystkimi siłami, ale trudny teren i straty zadawane przez nieprzyjacielską artylerię i bombowce opóźniły rozpoczęcie ataku o całą dobę.
O godzinie 21 pojedynczy japoński samolot zrzucił na przyczółek 6 bomb, które poprzecinały linie telefoniczne. Zaraz potem wystrzelone zostały żółte flary i japońska piechota ruszyła do szturmu wspierana ogniem moździerzowym. Jednocześnie cztery bombowce Betty dokonały nalotu na niszczyciele Dechaineux’a. 1 Szwadron 5 Regimentu był atakowany przez dwa wzmocnione plutony piechoty, ale powitał je silnym ogniem broni maszynowej i moździerzy. Gęsta dżungla na tym odcinku pozwalała Japończykom przenikać na tyły, ale byli zbyt słabi, by zdobyć amerykańską pozycję. Główny atak przypuścił 2 Batalion 1 Niezależnego Mieszanego Regimentu od strony tubylczej pochylni, czemu towarzyszył atak mniejszych oddziałów z rejonu wioski Porlaka. Ten atak japoński spadł na pozycje 2 Szwadronu 5 Regimentu.
Żołnierze zauważyli zmianę japońskiej taktyki. Zamiast ukradkiem przenikać przez linie obrony, posuwali się po otwartym terenie rozmawiając, a nawet śpiewając i wykrzykując w stronę pozycji amerykańskich hasła w rodzaju „Już nigdy nie zobaczycie San Francisco!”. W ten sposób weszli na amerykańskie pole minowe, które w tej chwili wyleciało w powietrze, a następnie dostali się pod zmasowany ogień broni piechoty w tym kilku karabinów maszynowych Browning 7,62 mm, ale atak trwał nadal. Działa przeciwlotnicze 211 Batalionu Artylerii Nadbrzeżnej i 99 Batalionu Artylerii Polowej prowadziły ogień całą noc, starając się powstrzymać japoński atak od strony Porlaki. Krótko po północy barki japońskie próbowały sforsować Zatokę Hyane, ale napotkały ogień dział przeciwlotniczych i nie dotarły do amerykańskich pozycji. Stanowisko działa przeciwlotniczego Bofors 40 mm wpadło przejściowo w ręce Japończyków, których wkrótce wyparli seabees. Sierżant Troy McGill bronił swego gniazda karabinu maszynowego z ośmioma ludźmi. Wszyscy polegli lub zostali ranni z wyjątkiem jednego żołnierza, którego sierżant odesłał na tyły. McGill strzelał ze swego karabinu dopóki ten się nie zaciął, wreszcie walczył kolbą i bagnetem. Pośmiertnie został udekorowany Medalem Honoru.
Przed świtem atak został odparty. Wokół amerykańskich pozycji naliczono ponad 750 ciał martwych Japończyków. Jeńców nie wzięto. Amerykańskie straty to 61 zabitych i 244 rannych, w tym 9 zabitych i 38 rannych seabees. 2 Szwadron 5 Regimentu oraz 40 Batalion Roboczy otrzymały prezydenckie noty pochwalne. Generał Chase zażądał zrzutów amunicji, której ogromne ilości zostały zużyte w ciągu minionej nocy.

### Zajęcie Zatoki Seeadlera

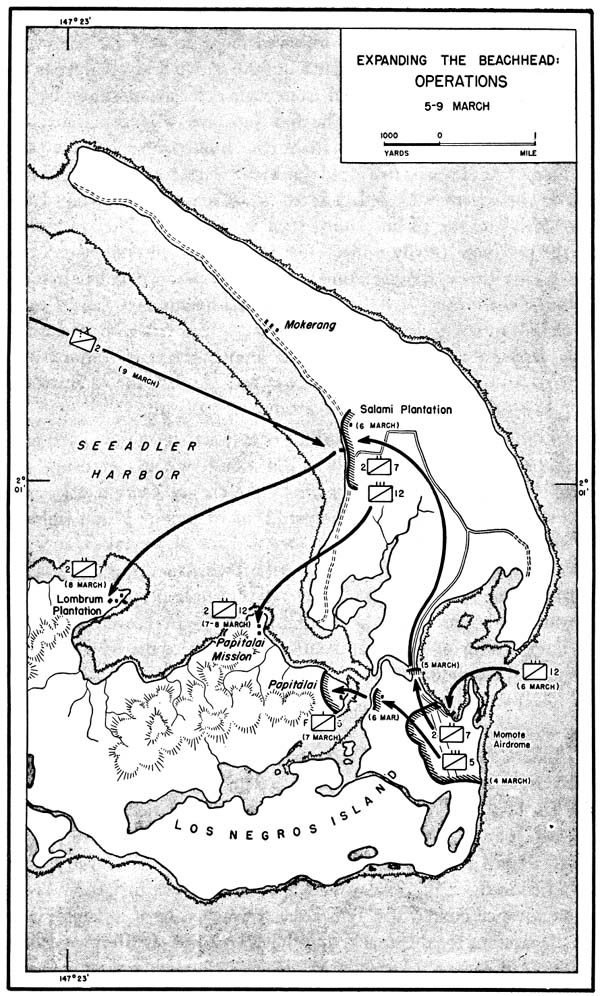
Operacje na Los Negros, 5–7 marca 1944.

4 marca rano wylądował 2 Szwadron 7 Regimentu Kawalerii, który miał zluzować 2 Szwadron 5 Regimentu. Następnego dnia przybył na pokładzie niszczyciela „Bush” generał Innis P. Swift, dowódca 1 Dywizji Kawalerii, obejmując komendę. Nakazał natychmiast 2 Szwadronowi 7 Regimentu uderzyć na północ, za tubylczą pochylnię, w kierunku Salami. W tej sytuacji 2 Szwadron 5 Regimentu wrócił do linii. W chwili, gdy odbywała się zmiana na stanowiskach, nastąpił nieoczekiwany dzienny atak japoński. Został odparty przez kawalerzystów wspomaganych przez działa i moździerze, ale uderzenie na północ mogło zacząć się dopiero późnym popołudniem. Nacierające oddziały natrafiły wkrótce na japońskie pole minowe, co spowolniło tempo natarcia tak, że do wieczora dotarto jedynie do pochylni.
Rankiem 6 marca do Zatoki Hyane przybył następny konwój: pięć LST, każdy z LCM na holu, z 12 Regimentem Kawalerii i innymi oddziałami oraz zaopatrzeniem i wyposażeniem, w tym pięcioma amtrakami, trzema lekkimi czołgami M3 Stuart i dwunastoma haubicami 105 mm z 271 Batalionu Artylerii Polowej. 12 Regiment otrzymał rozkaz podążać na północ za 2 Batalionem 7 Regimentu i zająć Plantację Salami. Droga do Salami okazała się jednak błotnistą ścieżką, na której wkrótce pojazdy zaczęły grzęznąć. Ponadto Japończycy pogrodzili drogę rowami, powalonymi drzewami, nasycili okolicę strzelcami wyborowymi i pułapkami minowymi. Podoficer R.J. Booker z ANGAU, wykorzystując swoją wiedzę, poprowadził 12 Regiment i 3 czołgi przez dżunglę. W Salami Japończycy stawili niezbyt silny opór. Walka trwała godzinę. Czołgi ostrzeliwały budynki i bunkry pociskami burzącymi i odłamkowymi.
Po zajęciu plantacji i wioski tubylcy poinformowali Australijczyków z ANGAU, że Japończycy wycofali się poprzez Zatokę Seeadlera do misji Papitalai. W tej sytuacji misja musiała stać się następnym celem. 5 Regiment miał zaatakować od wschodu plantację Papitalai, podczas gdy 2 Szwadron 12 Regimentu – misję. 5 Regiment zajął bez walki Porlakę, po czym w składanych i gumowych łodziach przeprawił się przez długą i wąską zatokę, odnogę Zatoki Papitalai, nazwaną przez żołnierzy Lemondrol Creek. Patrol pod dowództwem kapitana Williama C. Corneliusa starł się z około 50 Japończykami, którzy w rezultacie wycofali się. Kapitan Cornelius, który zabił czterech nieprzyjaciół, został ciężko ranny i zmarł następnego dnia. Pośmiertnie odznaczono go Distinguished Service Cross.

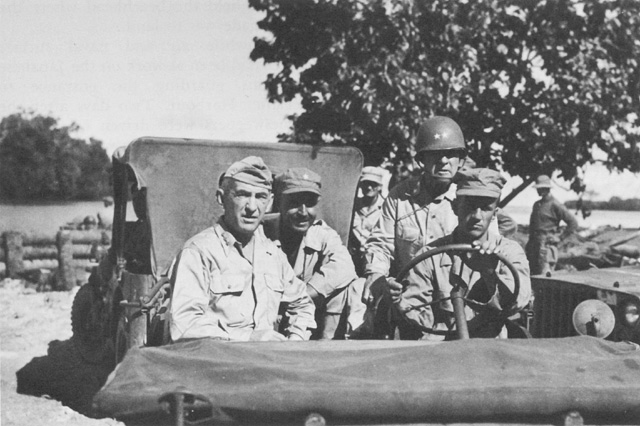
Amerykańscy dowódcy na Los Negros. Od lewej: generałowie Walter Krueger (dowódca 6 Armii), William C. Chase (dowódca 1 Brygady) i (w hełmie) Innis P. Swift (dowódca 1 Dywizji Kawalerii)

Ze względu na barierę raf koralowych konwencjonalne barki desantowe nie mogły lądować w Papitalai. Pięć amtraków (jeden bojowy i cztery transportowe) wyruszyło więc z Zatoki Hyane do Salami, ale droga była tak zła, że tylko bojowy i jeden transportowy amtrak dotarły na miejsce na czas. Atak – poprzedzony przygotowaniem artyleryjskim i bombardowaniem z powietrza – nastąpił mimo wszystko. Bojowy amtrak odpalił salwę 24 rakiet, na co Japończycy odpowiedzieli ogniem moździerzowym i maszynowym oraz jednej armaty 75 mm. Pierwsza fala desantu musiała wytrwać pod ogniem z japońskich bunkrów przez 45 minut, dopóki amtraki nie wróciły z drugą falą. Wkrótce potem kawalerzyści musieli odeprzeć kontratak około 30 Japończyków. Gdy dołączył trzeci amtrak, który wreszcie dotarł do Salami, pojazdy amfibijne wykonały 16 rejsów przez zatokę przewożąc, do zapadnięcia nocy, część 2 Szwadronu 12 Regimentu, a także racje żywnościowe, wodę i amunicję, a w drodze powrotnej ewakuując rannych i zabitych.
Pułkownik Ezaki zawiadomił o amerykańskim ataku na misję Papitalai dowództwo 8 Armii w Rabaulu i obiecał nocny kontratak, ale ten nigdy nie nastąpił. Japończycy wycofali się, a po pułkowniku Ezakim ślad zaginął.

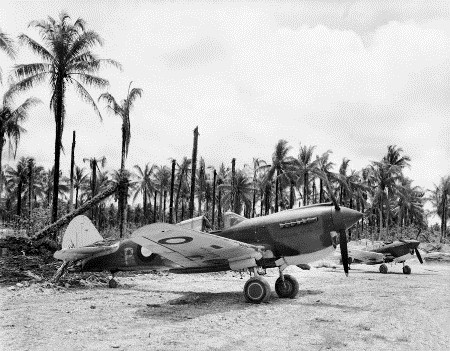
Samoloty RAAF na lotnisku Momote, 8 marca 1944. W tle plantacja palm kokosowych.

Zadanie uciszenia japońskich dział blokujących Aliantom dostęp do Zatoki Seeadlera przypadło kontradmirałowi Victorowi Crutchleyowi i jego 74 Grupie Uderzeniowej (TF74), w skład której wchodził ciężki krążownik HMAS „Shropshire”, lekkie krążowniki USS „Phoenix” i „Nashville” oraz niszczyciele USS „Bache”, „Beale”, „Daly” i „Hutchins”. Okręty bombardowały Hauwei przez godzinę 4 marca, ale 6 marca „Nicholson” został trafiony japońskim pociskiem z Hauwei. Wobec tego, że poławiacze min miały wejść do zatoki 8 marca, admirał Kinkaid kazał Crutchleyowi spróbować raz jeszcze. Po południu 7 marca TF74 zbombardowała Hauwei, Ndrilo, Koruniat, Pityilu i północne brzegi Los Negros. „Shropshire” wystrzelił 64 pociski 203 mm i 92 pociski 102 mm, podczas gdy amerykańskie krążowniki i niszczyciele 1144 pociski 152 mm i 127 mm. Następnego dnia dwa niszczyciele, dwa poławiacze min, przeciwlotniczy LCM i sześć innych LCM wyładowanych zaopatrzeniem wpłynęło do zatoki bez jednego strzału ze strony nieprzyjaciela. To umożliwiło 2 Brygadzie 1 Dywizji Kawalerii wylądować na plażach Salami w dniu 9 marca.
7 marca seebees oddali lotnisko Momote do użytku. Samoloty obserwacyjne artylerii wykorzystywały pas startowy już dzień wcześniej, a następnego dnia lądował tam awaryjnie uszkodzony B-25. Dwanaście P-40 Kittyhawk z 76 Dywizjonu RAAF przybyło z Kiriwiny via Finschhafen 9 marca, a pozostałe 12 maszyn dywizjonu pojawiło się dzień później. Obsługa naziemna dotarła, na pokładach LST już 6 marca. Reszta 73 Skrzydła RAAF z samolotami Kittyhawk i Spitfire z 79 dywizjonu RAAF przybyła na Los Negros w ciągu dwóch tygodni. Od 10 marca okręty i wojska naziemne na Wyspach Admiralicji mogły otrzymywać osłonę powietrzną w ciągu kilku minut.
Pracownicy oddziału ANGAU dotarli 9 marca do miasteczka Mokerang i znaleźli tylko pięćdziesięciu pięciu mieszkańców. Okazało się, że wycofujący się Japończycy zabrali z ich ogrodów warzywnych wszystko, co nadawało się do zjedzenia, skazując tubylców na śmierć głodową, więc większość spośród nich wyruszyła na poszukiwanie czegoś do jedzenia. W tej sytuacji ANGAU zleciło zaopatrzenie tubylców w żywność Amerykanom.
W walkach o Los Negros Amerykanie stracili 116 zabitych i 434 rannych; straty japońskie to 1288 zabitych.

## Bój o wyspę Manus

### Hauwei

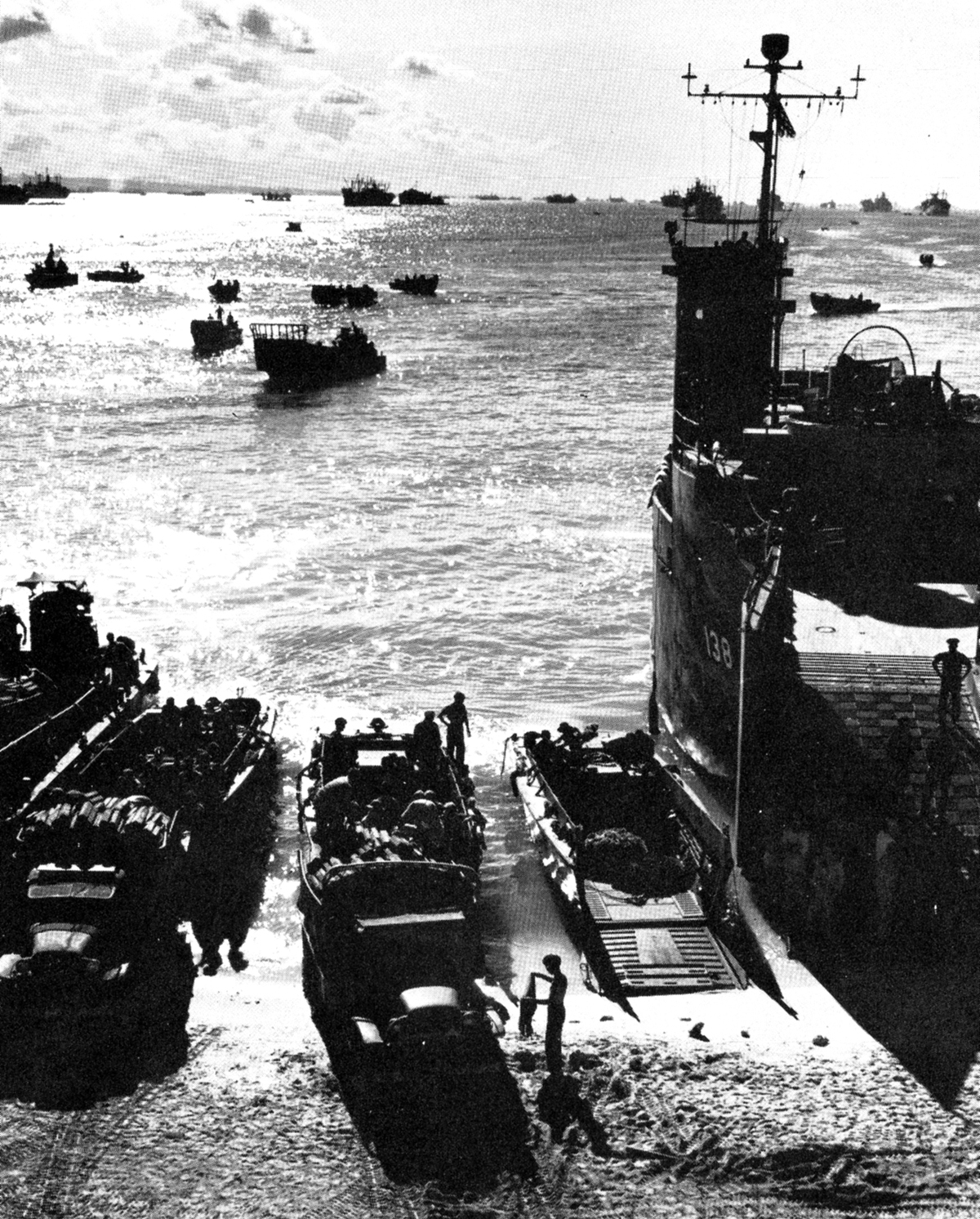
Zatoka Seeadlera po opanowaniu

Operacja na Los Negros przeszła w stadium oczyszczania terenu, jednak około 2700 żołnierzy japońskich wciąż znajdowało się na wyspie Manus. Generał Swift postanowił wysadzić 2 Brygadę generała Verne’a D. Mudge’a pod misją Lugos, na zachód od Lorengau. Silnie – jak przypuszczano – ufortyfikowane Lorengau było głównym celem ataku. Znajdowało się tam lotnisko i zbieg czterech dróg. Pierwszym zadaniem dla zwiadowców było wyznaczenie pozycji dla artylerii, która miałaby osłaniać odcinki plaż lądowania na Manus. Trzy patrole zostały wysłane 11 marca. Pierwszy wylądował na przylądku nazwanym przez Amerykanów Bear Point, który nie był obsadzony przez Japończyków, ale nie nadawał się na stanowisko dla artylerii. Drugi wylądował na wysepce Butjo Luo, stwierdził, że nie jest okupowana, a jej północny brzeg nadaje się na rozmieszczenie baterii. Trzeci patrol, składający się z 25 oficerów i żołnierzy z 302 Oddziału Rozpoznania Kawalerii, 2 oficerów z 99 Batalionu Artylerii Polowej i podoficera L. Robinsona z ANGAU oraz kilku tubylców jako przewodników, wyruszył na desantowym LCVP eskortowanym przez kuter torpedowy PT 329 ku Huawei.
Gdy patrol wylądował, major Carter S. Vaden dostrzegł dobrze zamaskowany bunkier i wrzucił do jego wnętrza dwa granaty. To spowodowało, że Japończycy otworzyli gwałtowny ogień z granatników i broni maszynowej. PT 329 został trafiony, jego dowódca ranny i kuter wycofał się z akcji. LCVP podszedł ponownie do brzegu i zabrał pięciu ludzi, w tym Robinsona. Jednostka zawracała właśnie na morze, kiedy zobaczono drugą grupę żołnierzy na plaży. LCVP powtórzył więc manewr i ich zabrał. Podczas wycofywania się jednostka została trafiona przez pocisk moździerzowy i zaczęła tonąć. Uszkodzony PT 329 przekazał informację o tym co się stało i dowództwo natychmiast wysłało samolot, który miał ocenić sytuację. Załoga nisko lecącej maszyny spostrzegła ludzi w wodzie i posłano w to miejsce kolejny kuter torpedowy, osłaniany przez niszczyciel HMAS „Arunta”. Po trzech godzinach w wodzie ludzie z patrolu zostali uratowani. W akcji zginęło ośmiu Amerykanów (między innymi major Veden), a piętnastu zostało rannych, w tym wszyscy z załogi LCVP. Zaginął jeden z krajowców o imieniu Kaihu i Robinson właśnie zastanawiał się jak powiadomić o tym rodzinę, gdy Kaihu pojawił się po przebyciu całej zatoki wpław.
Generał Swift odwołał lądowanie pod Lugos, rozkazał natomiast 2 Szwadronowi 7 Regimentu zająć Hauwei. Robinson i tym razem służył za przewodnika mimo rozległych oparzeń słonecznych, jakich doznał w wodzie poprzedniego dnia. Lądowanie wspierały niszczyciele „Arunta”, „Bush”, „Stockton” i „Thorn”, dwa rakietowe LCVP i przeciwlotniczy LCM, które wystrzeliły 168 rakiet oraz sześć myśliwców Kittyhawk z 76 Dywizjonu, które zrzuciły 500-funtowe bomby; ponadto ogień prowadziły działa 61 Batalionu Artylerii Polowej z Los Negros. Uderzenie zostało przeprowadzone z trzech transportowych LVT. Dla zaoszczędzenia czasu i paliwa zostały one przeholowane przez Zatokę Seeadlera przez szybsze LCM, a zwolnione dopiero tuż przed desantem. Na brzegu kawalerzyści napotkali solidnie zbudowane i dobrze rozmieszczone bunkry, które blokowały ogniem każde podejście w głąb wysepki, a także wszechobecnych strzelców wyborowych. Rano następnego dnia LCM dostarczył na plażę czołg, wobec którego Japończycy byli niemal bezbronni; kawalerzyści zdobyli wysepkę za cenę 8 poległych i 46 rannych; po bitwie doliczono się 43 zabitych japońskich marynarzy. Na Hauwei przerzucono 61 i 271 Bataliony Artylerii Polowej, natomiast 99 Batalion pozostał na Butjo Luo.

### Lorengau

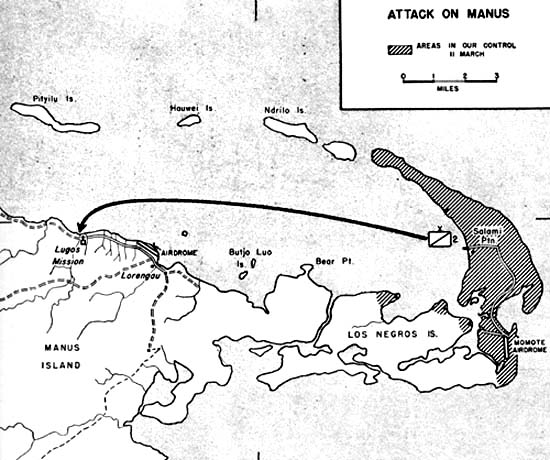
Atak na wyspę Manus

Atak na Manus rozpoczął się 15 marca. Przed świtem dwa szwadrony 8 Regimentu, sześć transportowych amtraków i jeden bojowy amtrak zostały załadowane na pokład LST dla przebycia 18-kilometrowej drogi przez Zatokę Seeadlera z Salami. Wybrano plażę pod Lugos, około 4 km na zachód od Lorengau, w miejsce plaż bliższych Lorengau, które uważano za silnie umocnione. Niszczyciele USS „Gillespie”, „Hobby”, „Kalk” i „Reid”, którym towarzyszył ostrzał rakietowy dwóch LCVP, przeciwlotniczego LCM i bojowego LVT, zbombardowały plaże; wspierała je artyleria z Hauwei i Butjo Luo. Ponadto samoloty B-25 z 499 i 500 Dywizjonu zrzuciły 81 500-funtowych bomb, po czym ostrzelały cele z karabinów maszynowych i działek.
Japończycy najwyraźniej nie spodziewali się ataku w tym miejscu, w związku z czym ich pozycje obronne zostały szybko opanowane. 1 Szwadron 8 Regimentu posuwał się następnie na wschód po czym został zastopowany dopiero przed linią japońskich umocnień na obrzeżach lotniska Lorengau. Doszło do pojedynku artyleryjskiego, później do ataku samolotów Kittyhawk z 500-funtowymi bombami. Kawalerzyści podjęli atak i bez oporu zajęli pasmo wzgórz dominujących nad lotniskiem. Jednocześnie 7 Regiment dokonał lądowania pod Lugos i zajął pozycje obronne Japończyków, pozwalając 2 Szwadronowi 8 Regimentu dołączyć do ataku na Lorengau. Pierwsza próba zajęcia pasa startowego utknęła na linii bunkrów. Druga, podjęta 17 marca przy współdziałaniu 1 Szwadronu 7 Regimentu i czołgów, doprowadziła do zajęcia całego lotniska w dniu następnym.
Mimo że stoczono wiele walk, główne siły japońskie na Manus nie zostały zlokalizowane. Posuwając się w głąb wyspy, w kierunku Rossum, 7 Regiment natknął się na nie wreszcie 20 marca. Sześć dni zajęło 7 Regimentowi, by zlikwidować umocnioną japońską pozycję w okolicach Rossum. Japońskie bunkry, w rzeczywistości schrony bojowe z pni palmowych i piasku, okazały się odporne na ostrzał artylerii. Ostatecznie opór Japończyków został złamany 30 marca.

### Pozostałe wysepki
Wraz z coraz trudniejszą sytuacją Japończyków na Los Negros, pozbawionych dostaw żywności i amunicji, bój stawał się coraz bardziej nierówny. Zacięta bitwa pięćdziesięciu Japończyków na Wzgórzach Papitalai w dniu 24 marca była ostatnim zorganizowanym oporem na Los Negros. Koniec walk na Los Negros i Manus nie oznaczał jednak zniknięcia Japończyków z innych wysepek archipelagu. By zminimalizować straty ludności cywilnej ANGAU po cichu ewakuował mieszkańców przed spodziewanymi uderzeniami Amerykanów. Wysepka Pityilu miała być prawdopodobnie okupowana przez 60 japońskich żołnierzy. 30 marca 1 szwadron 7 Regimentu został przetransportowany tam z Lorengau przez 10 LCM holujących 7 LVT. Pamiętając nauczkę z Hauwei Amerykanie poprzedzili desant bombardowaniem z morza i powietrza. Lądowanie nie napotkało oporu, ale wewnątrz wysepki natrafiono na silnie broniony punkt, który udało się zdobyć dopiero przy użyciu czołgów i artylerii. 59 Japończyków zostało zabitych ze stratą 8 zabitych i 6 rannych Amerykanów.
Tak samo potraktowano 1 kwietnia wysepki Ndrilo i Koruniat, 1 Szwadron 12 Regimentu nie znalazł na nich wroga. Ostatnie lądowanie przeprowadzono na wysepce Rambutyo 3 kwietnia. Pierwsza fala uderzeniowa utknęła na rafie i żołnierze musieli brnąć do brzegu po pas w wodzie. Oporu na plażach nie było. Australijczycy z ANGAU wyśledzili kryjących się w dżungli Japończyków i w rezultacie 30 z nich zostało zabitych, a 5 wziętych do niewoli.
Patrole przeszukiwały wszystkie wyspy korzystając z pomocy tubylców. Na Los Negros 302. pluton zwiadu w maju zabił 48 i wziął do niewoli 15 Japończyków. Na Manus naliczono 586 zabitych i 47 wziętych do niewoli. 18 maja generał Krueger oficjalnie ogłosił zakończenie kampanii.

## Ofiary
W swym końcowym raporcie z dnia 30 maja 1944 roku generał Krueger informował, że 3280 Japończyków zginęło, a 75 wzięto do niewoli. Przypuszczalnie 1100 dalszych zginęło i zostało pochowanych przez swych współbratymców wcześniej. Amerykańskie straty to 326 zabitych, 1189 rannych i 4 zaginionych. 1625 Amerykanów zostało ewakuowanych z różnych powodów, głównie chorób. Tylko jeden Australijczyk został ranny. ANGAU donosiło, że 1 tubylec został zabity i 1 ranny w czasie działań bojowych, 3 zostało zamordowanych przez Japończyków, 20 zginęło, a 34 zostało rannych w czasie amerykańskich bombardowań i ostrzału artyleryjskiego.

## Budowa baz

### Kwestia odpowiedzialności i dowodzenia
Dyskusje dotyczące wielkości i przeznaczenia przyszłych baz na Wyspach Admiralicji między przedstawicielami dowództwa na południowo-zachodnim Pacyfiku (SWPA) i admirałem Williamem Halseyem, reprezentującym dowództwo południowego Pacyfiku (SOPAC), zaczęły się w lutym. Wstępnie zakładano, że siły będące w gestii SWPA zajmą archipelag i zbudują tam bazę lotniczą, natomiast budową bazy morskiej miałoby zająć się SOPAC. Oficerowie SOPAC podkreślali, że nie będą w stanie zaopatrywać wojsk we wczesnym stadium operacji, z czego wynikało, że to SWPA ma rozpocząć budowę bazy morskiej.
Admirał Nimitz radził Połączonym Szefom Sztabów, by sprawę rozbudowy i kontroli nad bazą oddać w gestię SOPAC, poprzez przesunięcie granic dowództwa na zachód tak, by objęło ono Wyspy Admiralicji. MacArthur był wściekły; twierdził, że granice SWPA nie mogą być zmienione bez skonsultowania sprawy z rządem australijskim. Propozycja Nimitza została ostatecznie odrzucona przez Połączonych Szefów Sztabów, ale dopiero gdy MacArthur ograniczył dostęp do bazy do okrętów 7 Floty US Navy i Brytyjskiej Floty Pacyfiku. 3 marca 1944 roku Halsey został wezwany do kwatery MacArthura w Brisbane, gdzie obaj doszli ostatecznie do porozumienia: z dniem 18 maja odpowiedzialnością za budowę obarczono Alianckie Siły Morskie admirała Kinkaida. Takie rozwiązanie otwierało przed SOPAC możliwość przejęcia kontroli nad bazą w przyszłości, ale nigdy do tego nie doszło.

### Baza lotnicza
Po bliższym zapoznaniu się ze stanem lotniska Momote okazało się, że wprawdzie podłoże stanowił twardy koral, to w czasie budowy Japończycy narzucili na podłoże warstwę humusu palmowego, którą przykryli cienką warstwą tłucznia i piasku koralowego. Taki pas startowy nie wytrzymałby intensywnego użytkowania, w związku z czym żołnierze z 40 Batalionu Inżynieryjnego, 8 Szwadronu Inżynieryjnego i batalionu ze składu 592 EBSR musieli usunąć te warstwy i narzucić nową warstwę korala. Dotychczasowy pas startowy o długości około 1200 m, wystarczający dla myśliwców Kittyhawk i Spitfire, wydłużono w kwietniu do 2600 m. W czasie prac trzeba było usunąć ponad 18 000 palm kokosowych i innych drzew. Bombowce B-24 z 5 Zgrupowania Bombowców przybyły na lotnisko 18 kwietnia, a w dwa dni później wystartowały do swej pierwszej operacji przeciw Woleai.
Plany przewidywały budowę drugiego lotniska na plantacji Salami, ale grunt tamtejszy okazał się niestabilny, w związku z czym wybrano okolice wioski Mokerang, kilka kilometrów dalej na północ. Podczas gdy 46 Batalion Inżynieryjny Marynarki oczyszczał teren pod budowę drogi dojazdowej, 836 Batalion Inżynieryjny Lotnictwa zbudował pas startowy, a 104 Batalion Inżynieryjny Marynarki, wraz z 46 Batalionem Inżynieryjnym Marynarki zbudowały drogi dobiegowe i miejsca postojowe dla samolotów. Samoloty B-24 z 307 Zgrupowania Bombowców przybyły 21 kwietnia. W maju wzięły udział w rajdach bombowych przeciw wyspie Biak i lotniskom japońskim na Nowej Gwinei.
Baza przeznaczona do przeglądów i napraw samolotów z lotniskowców zbudowana została przez 78 Batalion Inżynieryjny Marynarki na wyspie Ponam. Jako że połowę placu budowy pokrywały bagna, trzeba było kruszyć przy pomocy dynamitu i wydobywać z dna zatoki tysiące ton korala, który posłużył do osuszenia i utwardzenia gruntu. W czerwcu 1944 roku inną bazę dla samolotów z lotniskowców (wraz z pomieszczeniami wypoczynkowymi dla 2500 ludzi) wzniósł na Pityilu 71 Batalion Inżynieryjny Marynarki. Wschodni kraniec Pityilu został oczyszczony i zniwelowany, by mogło tam powstać centrum rekreacyjne marynarki, mogące pomieścić jednorazowo 10 000 osób.

### Baza morska

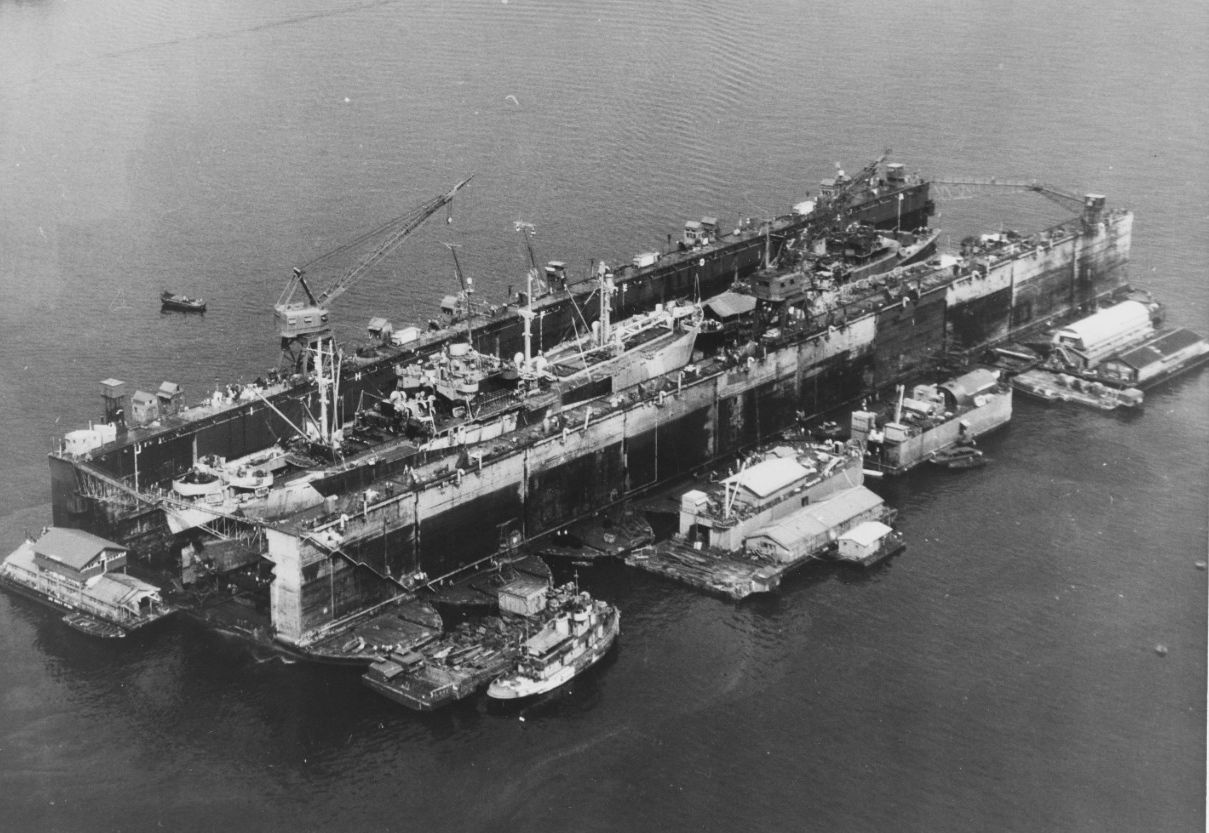
Dok pływający nr 4 US Navy w Zatoce Seeadlera w roku 1945.

Budowa bazy morskiej na Los Negros przypadła w udziale 2 Regimentowi Inżynieryjnemu Marynarki z jego 11. 58. i 71. batalionami. Zakres prac obejmował place składowe na Papitalai ze zbiornikami na ~68 000 t mazutu, ~14 000 t oleju napędowego, ~10 000 t paliwa lotniczego i ~4 100 t benzyny; szpital ewakuacyjny z 500 łóżkami; dwa pirsy dla statków typu Liberty; 24 magazyny i 83 baraki administracyjne typu quonset hut. W Lombrum Seabees zbudowali warsztaty naprawcze wodnopłatowców, bazę remontową jednostek pływających i identyczną bazę dla jednostek desantowych; dla tych ostatnich sprowadzono 250-tonowy suchy dok pływający.
Na wyspie Manus 57 Regiment Inżynieryjny Marynarki, który przybył w połowie kwietnia, wzniósł 128 budynków magazynowych i 50 chłodni, każda o pojemności 19 m³. Zbudowano także dwa systemy zaopatrzenia w wodę, które zapewniały dostawę 15 000 000 l dziennie. Składały się ze zbiorników, filtrów i rurociągów. Wszystkie prace budowlane zostały ukończone w kwietniu 1945 roku, a baza była w ciągłym użytkowaniu do końca wojny.